# Bielice (Sulęcin)
Pour les articles homonymes, voir Bielice.
Bielice (prononciation : [bjɛˈlit͡sɛ]) est un village polonais de la gmina de Torzym dans le powiat de Sulęcin de la voïvodie de Lubusz dans l'ouest de la Pologne.
Il se situe à environ 10 kilomètres au nord-ouest de Torzym (siège de la gmina), 16 kilomètres au sud-ouest de Sulęcin (siège de le powiat), 48 kilomètres au sud-ouest de Gorzów Wielkopolski (capitale de la voïvodie) et 60 kilomètres au nord-ouest de Zielona Góra (siège de la diétine régionale).
Le village comptait approximativement une population de 182 habitants en 2009.

## Histoire
Le nom allemand du village était Beelitz.
Après la réforme administrative du royaume de Prusse en 1815, Beelitz entre dans l'arrondissement de Sternberg-en-Nouvelle-Marche, qui est divisé ensuite, et elle fait partie de l'arrondissement de Sternberg-Ouest qui est lui-même partie du district de Francfort-sur-l'Oder au sein de la province de Brandebourg.
Après la Seconde Guerre mondiale, avec la mise en œuvre de la ligne Oder-Neisse, le village est intégré à la République populaire de Pologne. La population d'origine allemande est expulsée et remplacée par des polonais.
De 1975 à 1998, le village appartenait administrativement à la voïvodie de Zielona Góra.

Depuis 1999, il appartient administrativement à la voïvodie de Lubusz